# Карнилин, Иван Николаевич
Иван Николаевич Карнилин (род. 17 января 1957, село Красное, Сеченовский район Горьковской области) — бывший глава города Нижнего Новгорода (с 7 октября 2015 года по 23 мая 2017 года), председатель Нижегородской городской Думы (1994—2001, 2002—2010).

## Биография
Иван Николаевич Карнилин родился 17 января 1957 года в селе Красное Сеченовского района Горьковской области.
Работал на Горьковском автомобильном заводе слесарем по ремонту штампов.
Весной 1975 года был призван в армию, служил в войсках связи.
С 1978 года работал на заводе «Теплообменник» технологом, начальником инструментального цеха 42.
В 1980—1985 годах — первый секретарь комитета комсомола завода «Теплообменник», первый секретарь РК[какого?] ВЛКСМ.
В 1980 году вступил в КПСС.
В 1982 году окончил Горьковский политехнический институт по специальности «инженер-механик».
В 1985—1987 годах — начальник отдела, начальник инструментального цеха ПО «Теплообменник».
В 1987—1994 годах — заместитель председателя Ленинского райисполкома, заместитель главы Ленинской районной администрации.
В 2010—2015 годах был заместителем генерального директора ЗАО «ТехноМашХолдинг». Эти годы оказались для предприятия очень не простыми. Так, 2013 год ЗАО закончило с убытком в 159,6 млн рублей. И только в 2014—2015 годах оно стало прибыльным. В 2015 году чистая прибыль «ТехноМашХолдинг» составила 12,4 млн рублей.
В 2014 году, будучи депутатом городской думы, Карнилин задекларировал доходов на 788,5 тысяч рублей из следующих источников: ЗАО «ТехноМашХолдинг», городская дума, ООО Фирма «Вика». В списке его имущества были два земельных участка в Городецком и Кстовском районах (916 м2, 1 977 м2), 1/4 доля в праве на квартиру (287,5 м2), жилой дом (120,7 м2), легковой автомобиль Toyota Land Cruiser 200. Также кандидат в депутаты задекларировал счёт в ПАО «Транскапиталбанк» в сумме 1,418 млн рублей и доли в ООО Фирма «Вика» (33 %) и ООО НСФ «Гранит» (0,00462 %). Карнилин, вместе с братьями Владимиром Витальевичем и Игорем Витальевичем Королёвыми, являлся совладельцем ООО Фирма «Вика» — гостиничного комплекса «Александровский сад» на Георгиевском съезде в Нижнем Новгороде. Чистая прибыль организации по итогам 2015 года составила 1,4 млн рублей. ООО «Нижегородская страховая фирма „Гранит“» была исключена из ЕГРЮЛ 11 августа 2016 года.

### Политическая деятельность
В 1994—2019 годах — депутат городской Думы Нижнего Новгорода.
В 1994—2001 годах — председатель городской думы Нижнего Новгорода 1—2 созыва.
В 2002—2010 годах — председатель городской думы Нижнего Новгорода 4 созыва.
В 2010 году был избран в городскую думу 5 созыва, где работал в составе постоянной комиссии по бюджетной, финансовой и налоговой политике.
С 7 октября 2015 года по 23 мая 2017 года — глава Нижнего Новгорода. 23 мая 2017 года написал заявление с просьбой освободить от должности главы Нижнего Новгорода. 24 мая отставка была принята депутатами городской думы Нижнего Новгорода.

### Личная жизнь
Отец — Николай Иванович Карнилин, работал водителем в колхозе, потом — сварщиком на ГАЗе. Его отец Иван Григорьевич Карнилин прошёл всю войну, вернулся в родное село и работал в колхозе всю жизнь.
Мать — Валентина Ивановна Карнилина, работала учётчицей в колхозе, а после переезда в город — на заводе «Теплообменник» в травильном отделении. Её отец Иван Степанович Алексеев ушёл на фронт и погиб в первые дни Великой Отечественной войны, был захоронен в посёлке Папоротный Гомельской области в Белоруссии.
Жена — Альбина Ивановна Карнилина (род. 1959), познакомились когда работали на заводе «Теплообменник», с марта 2015 года они находятся в разводе, о чём было сообщено в СМИ в конце 2016 года.
Сестра — Людмила Николаевна Карнилина (род. 1965).
Дети работают на государственной службе.
Дочь — Ирина Ивановна Овчинникова (Карнилина), вышла замуж в 2012 году, имеет дочь Валерию.
Сын — Николай Иванович Карнилин (род. 1983), женат, имеет двух детей, в том числе сына Ивана Карнилина. Окончил Нижегородский государственный лингвистический университет имени Н. А. Добролюбова, с 2005 года работал специалистом первого разряда отдела налогового аудита инспекции федеральной налоговой службы по Советскому району, с 2007 по 2012 года работал в банковской сфере, в июле 2012 года был назначен начальником отдела мониторинга потребительского рынка и предпринимательства департамента экономического развития администрации Нижнего Новгорода.

## Скандалы
Иван Карнилин являлся другом и соратником Бориса Немцова, бывшего нижегородского губернатора (в 1991—1997 годах) и оппозиционера. После гибели того в 2015 году Иван Карнилин принял участие в «Марше памяти Бориса Немцова», проходившем под лозунгом «Против политических убийств и репрессий, за свободную Россию». Также Иван Карнилин поддержал предложение инициативной группы нижегородцев увековечить память о Борисе Немцове, предложивших установить мемориальную доску на доме, где жил убитый политик.
В декабре 2016 года оппозиционный блогер Алексей Навальный опубликовал видео своего расследования, героем которого стал Иван Карнилин. Как оказалось, его бывшая супруга приобрела в 2013 и 2014 годах две квартиры в Майами общей стоимостью почти 2 миллиона долларов США.
В мае 2017 года Алексей Навальный объявил, что отставка Ивана Карнилина является заслугой ФБК. По его словам, увольнение чиновника может быть связано с двумя квартирами в Майами, которые его Фонд борьбы с коррупцией обнаружил в декабре 2016 года в собственности бывшей жены Ивана Карнилина. Этот скандал, в ходе которого стало известно, что Иван Карнилин перед выборами в городскую думу развёлся с женой, на которую была записана недвижимость в США, и сильно подмочил репутацию главы города.

## Награды
- орден Почёта (2009)[20];
- орден Святого Данилы Московского;
- орден Святого князя Владимира 3 степени.